# Isabel Guialo
Isabel Evelize Wangimba Guialo (n. 8 aprilie 1990, în Luanda) este o handbalistă angoleză ce joacă pentru clubul Fleury Loiret Handball și echipa națională a Angolei. 

## Biografie
Guialo, poreclită Belinha, a început să joace handbal la vârsta de 11 ani, la echipa Atlético Sport Aviação. Înainte de a fi convocată la echipa de senioare, handbalista a câștigat titluri continentale la categoriile de cadete și junioare. Cu echipa de senioare ea a obținut medalia de aur în 2012, la Campionatul African desfășurat în Maroc. Tot cu echipa Angolei, ea a participat la Campionatul Mondial din 2011, desfășurat în Brazilia, și la Campionatul Mondial din 2013, desfășurat în Serbia.
Isabel Guialo a luat parte la două ediții ale Jocurilor Olimpice, în 2012 și 2016.
La nivel de club, Guialo a jucat mai întâi la Atlético Sport Aviação, de unde s-a transferat la Atlético Petróleos de Luanda, în octombrie 2012. În anul următor, Isabel Guialo a semnat cu echipa 1º de Agosto.

## Palmares
- Campionatul African:
  -  Medalie de aur: 2012, 2016, 2018

- Jocurile Panafricane:
  -  Medalie de aur: 2011, 2015, 2019